# Teluk Rendah
Teluk Rendah is een bestuurslaag in het regentschap Sarolangun van de provincie Jambi, Indonesië. Teluk Rendah telt 1192 inwoners (volkstelling 2010).